# Jan-Willem van Schip
Jan-Willem van Schip (Schalkwijk, 20 de agosto de 1994) es un deportista neerlandés que compite en ciclismo en las modalidades de pista, especialista en las pruebas de persecución por equipos y puntuación, y ruta.
Ganó cinco medallas en el Campeonato Mundial de Ciclismo en Pista entre los años 2018 y 2023, y dos medallas en el Campeonato Europeo de Ciclismo en Pista, oro en 2021 y plata en 2019. En los Juegos Europeos de Minsk 2019 obtuvo tres medallas, una de oro y dos de plata.
Participó en dos Juegos Olímpicos de Verano, en los años 2016 y 2020, ocupando en Tokio 2020 el quinto lugar en la prueba de madison y el sexto en ómnium.

## Medallero internacional
| Campeonato Mundial | Campeonato Mundial       | Campeonato Mundial | Campeonato Mundial |
| Año                | Lugar                    | Medalla            | Competición        |
| ------------------ | ------------------------ | ------------------ | ------------------ |
| 2018               | Apeldoorn (Países Bajos) | Medalla de plata   | Puntuación         |
| 2018               | Apeldoorn (Países Bajos) | Medalla de plata   | Ómnium             |
| 2019               | Pruszków (Polonia)       | Medalla de oro     | Puntuación         |
| 2020               | Berlín (Alemania)        | Medalla de plata   | Ómnium             |
| 2023               | Glasgow (Reino Unido)    | Medalla de oro     | Madison            |
| Juegos Europeos    |                          |                    |                    |
| Año                | Lugar                    | Medalla            | Competición        |
| 2019               | Minsk (Bielorrusia)      | Medalla de oro     | Ómnium             |
| 2019               | Minsk (Bielorrusia)      | Medalla de plata   | Puntuación         |
| 2019               | Minsk (Bielorrusia)      | Medalla de plata   | Madison            |
| Campeonato Europeo |                          |                    |                    |
| Año                | Lugar                    | Medalla            | Competición        |
| 2019               | Apeldoorn (Países Bajos) | Medalla de plata   | Puntuación         |
| 2021               | Grenchen (Suiza)         | Medalla de oro     | Madison            |

## Palmarés
2016
- 1 etapa del Tour de Mersin
- Gran Premio Marcel Kint
- 1 etapa del Tour de Olympia

2017
- Tour de Drenthe
- 1 etapa del Tour de Normandía
- 1 etapa del An Post Rás
- 1 etapa de la Vuelta a Bohemia Meridional

2018
- Slag om Norg

2019
- 1 etapa de la Vuelta a Bélgica